# Luttrellstown Castle
Luttrellstown Castle (irisch Caisleán Bhaile Lotrail) ist eine Burg in Clonsilla im irischen County Fingal, einem Vorort der Hauptstadt Dublin. Die um 1420 entstandene Burg gehörte mehreren Generationen der berüchtigten Familie gleichen Namens, dem Verleger Luke White, dessen Nachkommen, den Baronen Annaly, der Familie Guinness, der Primwest-Gruppe und seit 2006 J. P. McManus, John Magnier und Aidan Brooks.
Königin Victoria besuchte Luttrellstown Castle 1844 und 1900 und am 4. Juli 1999 heirateten dort Victoria Adams und David Beckham. Luttrellstown Castle und sein verbleibendes, 2,3 km² großes Anwesen bilden heute ein 5-Sterne-Hotel mit Golfplatz und Country Club, ein einzigartiger Ort knapp außerhalb der Stadtgrenzen von Dublin.

## Eigentümer

### Die Familie Luttrell
Der Familie Luttrell gehörte Luttrellstown, seit das Land um 1210 Sir Geoffrey de Luterel von englischen König Johann Ohneland zugesprochen wurde. Sir Geoffrey diente König Johann von 1204 bis 1216 bei vielen Staatsmissionen in Irland als Minister und war der Vorfahr der Luttrells von Dunster Castle in Somerset in England. Im 17. Jahrhundert wurde die Familie zum größten Landbesitzer in diesem Verwaltungsbezirk. Robert Luttrell war Schatzmeister der St.-Patrick’s-Kathedrale in Dublin und von 1235 bis 1245 Lordkanzler von Irland. Er heiratete in die Familie Plunkett ein.
Mit dem Bau der Burg ließ Sir Geoffrey Luttrell, 5. Lord Luttrell, der um 1385 geboren wurde, beginnen. Sir Thomas Luttrell war 1534–1554 Chief of Justice of the Irish Common Pleas und aktiv an der Auflösung der Klöster beteiligt. Er erwarb die Ländereien der Marienabtei in Coolmine.
Colonel Henry Luttrell (ca. 1655 – 22. Oktober 1717), der zweite Sohn von Thomas Luttrell aus Luttrellstown, war anglo-irischer Soldat. Er wurde verdächtigt, den irischen Führer Patrick Sarsfield betrogen zu haben, entweder durch seinen beschleunigten Rückzug seiner jakobitischen Truppen und/oder durch die Lieferung strategischer Informationen über eine Furt eines Flusses an die Armee König Wilhelms III., was zur Niederlage in der Schlacht von Aughrim 1691 führte. Nach der Belagerung von Limerick brachte Luttrell sein Regiment in den Williamite-Fall, wofür er die verwirkten Ländereien seines älteren Bruders, Simon Luttrell, darunter auch Luttrellstown Castle, erhielt und zum Generalmajor der niederländischen Armee ernannt wurde. Er wurde 1717 in seiner Sänfte vor seinem Stadthaus in der Wolfstone Street in Dublin ermordet.
Colonel Simon Luttrell, 1. Earl of Carhampton, (1713/14 – 14. Januar 1787) war ein irischer Adliger, der Politiker in Westminster wurde. Er war der zweite Sohn von Colonel Henry Luttrell aus Luttrellstown und wurde Lord Lieutenant des County Dublin.
Henry Lawes Luttrell, 2. Earl of Carhampton (1743–1821) war der Sohn von Simon Luttrell, 6. Lord of Luttrell aus Luttrellstown. Er war 1768 Parlamentsabgeordneter für den Wahlkreis Bossiney und anschließend Generaladjutant von Irland, eine Stellung, in der er berüchtigt für die Unterdrückung der irischen Rebellion 1798 war. Er war so verhasst, dass er Luttrellstown Castle 1800 verkaufte, aber als Vergeltung wurde das Grab seines Großvaters, Colonel Henry Luttrell (+ 1717) geöffnet und dessen Schädel zerschmettert. Seine „Popularität“ in Irland zeigt ein Vorfall, bei dem die Dublin Post am 2. Mai 1811 seinen Tod meldete. Luttrell forderte einen Widerruf, den die Zeitung auch druckte, aber dieser erschien unter der Überschrift „Öffentliche Enttäuschung“. Luttrell war ein auswärtiger Landbesitzer, dem auch Ländereien auf den Westindischen Inseln gehörten, der aber in Painshill Park in Surrey in England wohnte.
Seine Schwester, Anne Luttrell (1742–1808), eine der großen Schönheiten ihrer Zeit, heiratete in zweiter Ehe Prinz Henry, Duke of Cumberland and Strathearn, einen der Brüder des britischen Königs Georg III.

### Luke White
Henry Lawes Luttrell verkaufte Luttrellstown Castle an den Verleger Luke White, der als einer der bemerkenswertesten Männer, die Irland je hervorbrachte, beschrieben wird und Vorfahr der Barone Annaly war. Luke White benannte Luttrellstown in „Woodlands“ um, um den Namen Luttrell auszurotten, aber sein Urenkel, der 3. Baron Annaly, kehrte zum Namen „Luttrell Castle“ zurück.
1778 begann Luke White als mittelloser Buchhändler, der in Dublin einkaufte und im ganzen Land verkaufte. 1798, während der irischen Rebellion, half er der irischen Regierung mit einem Kredit über £ 1 Mio. (zu £ 65 pro £ 100 Anteil zu 5 %) aus. Er wurde Parlamentsabgeordneter für das County Leitrim und starb 1824, wobei er Ländereien hinterließ, die £/Jahr 175.000 erbrachten.

### Lord Annaly
Später fiel das Anwesen an seinen vierten Sohn, der zum Lord Annaly, Mitglied des britischen Hochadels, erhoben wurde.

#### Besuche von Königin Victoria
Königin Victoria besuchte Luttrellstown Castle erstmals 1844 auf ihrem Weg zum Duke of Leinster in Carton House. Im Jahre 1900 trank sie auf dem Weg zur Viceregal Lodge eine Tasse Tee beim Wasserfall des Anwesens, ein Ereignis, zu dessen Erinnerung Lord Annaly einen Obelisken aus sechs Granitblöcken errichten ließ.

### Ernest Guinness
1927 kaufte Ernest Guinness das Anwesen als Hochzeitsgeschenk für seine Tochter, Aileen Guinness, die ihren Vetter, Brinsley Sheridan Plunket heiratete. Aileen Plunket richtete rauschende Feste aus. Auf der Burg wurden Jagdbälle und andere verschwenderische Veranstaltungen abgehalten. Ihre Nichte, Lady Caroline Blackwood, schrieb über ihre Jugend in dieser Atmosphäre ihr Buch Great Granny Webster.

### Private Konsortien

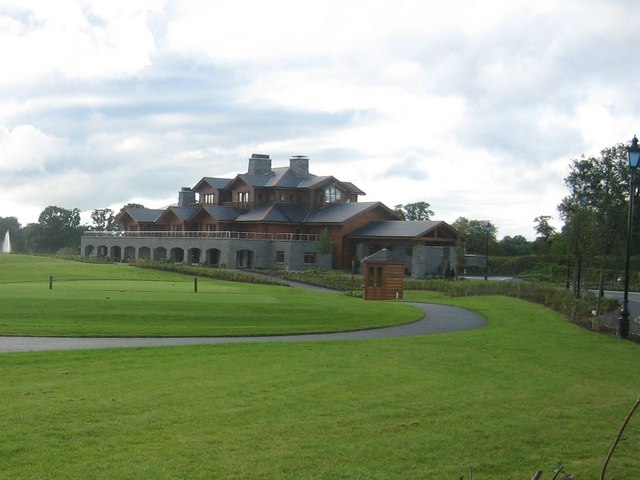
Haus des Luttrellstown Golf Club

1983 wurde das Anwesen an das privates Schweizer Konsortium Primwest verkauft und 2006 übernahmen es J. P. McManus und John Magnier. 2007 investierten diese über € 20 Mio. in größere Ausbauarbeiten, z. B. Verbesserungen an dem von Steel and Mackenzie entworfenen Wettbewerbsgolfplatz und am Clubhaus im „Alpinstil“.